# Saarijärvi (sjö i Muldia, Mellersta Finland)
Saarijärvi är en sjö i kommunen Muldia i landskapet Mellersta Finland i Finland. Arean är 38 hektar och strandlinjen är 5,17 kilometer lång. Sjön  ingår i Kumo älvs huvudavrinningsområde.   Den ligger omkring 64 kilometer nordväst om Jyväskylä och omkring 260 kilometer norr om Helsingfors. 